# Derepazarı
Derepazarı ist eine türkische Küstenstadt am Schwarzen Meer und Hauptort des gleichnamigen Landkreises (İlçe) in der Provinz Rize. Die Stadt liegt acht km westlich der Provinzhauptstadt Rize. Laut Stadtsiegel wurde der Ort 1954 zur Gemeinde (Belediye) erhoben.
Der Kreis wurde 1990 gebildet. Bis dahin war er ein Bucak im zentralen Landkreis (Merkez) Rize und hatte bei der letzten Volkszählung vor der Gebietsänderung (1985) 11.773 Einwohner (=7,22 % der damaligen Kreisbevölkerung), davon der Bucak-Hauptort (Bucak merkezi) 4.587 Einw.
Der Kreis bestand Ende 2020 neben der Kreisstadt aus elf Dörfern (Köy) mit durchschnittlich 271 Bewohnern. Kirazdağı (482 Einw.) war dabei das größte Dorf, Çeşme das kleinste (186). Die Bevölkerungsdichte war die dritthöchste im Kreis und lag bei 260 Einw. pro km².

## Söhne und Töchter der Stadt
- Ahmet Şahin (1941–1994), türkischer Fußballspieler